# Патина
Патина се нарича окислителното покритие, което се образува върху медни и бронзови изделия. Естествения процес е бавен (5 – 25 г. за зелена патина върху мед) и зависи от средата. В природата основни катализатори са климатът, химическия състав на въздуха и валежите.
Цветът на патината може да варира от светлозелен до тъмнокафяв. Изключително рядка и красива е патината върху златни монети, известна като тип „Боскореале“, която е с виолетов оттенък и променящ се цвят.
Самата патина играе ролята на защитник на метала от корозия. Наличието на патина в нумизматиката и антиквариата се цени като признак на старост и автентичност.

## Етимология
Думата патина произлиза от италиански език и означава естествено застаряване на метал (главно мед и медни сплави), камък (например мрамор) и изделия от дърво.

## Видове патина
Патината бива:
- благородна
- доброкачествена
- груба (нееднородна)
- „бронзова болест“
- изкуствена

Според метала патината придобива различни цветове. Например среброто и оловото потъмняват и може да формират черна патина, докато медта и бронза – зелена.
| Метал       | Цвят на патината                                                                  | Вид на патината                                                   |
| злато       | топло-жълт, огнено-червен                                                         | благородна, доброкачествена, груба, „бронзова болест“, изкуствена |
| сребро      | блестящо-черен, виолетово-черен, кестеняво-кафяв                                  | благородна патина, „бронзова болест“                              |
| мед и бронз | черен; черно-кафяв; зелен; тъмнокафяв; стоманено-сив; синьо-зелен                 | благородна, доброкачествена, груба (нееднородна)                  |
| сребро      | черен и сиво-черен                                                                | доброкачествена                                                   |
| сребро      | от различни видове окиси и соли на медта, калая, оловото, среброто и други метали | груба (нееднородна)                                               |
| мед и бронз | червено-ръждив, глинесто-кафяв                                                    | „бронзова болест“                                                 |
| сребро      | черен, виолетово-черен, кафяв с различни оттенъци                                 | изкуствена                                                        |
| мед и бронз | черен, черно-кафяв, зелен и синьо-зелен                                           | изкуствена                                                        |

## Изкуствено формиране на патина
За изкуствено формиране на патина основно се ползват два метода – химически (с окиси и химични състави), и декоративен (с помощта на бои).
Методи за изкуствено формиране на патина:
- Зелено оцветяване – монетата се навлажнява с разтвор от 1,5 грама на 25% разтвор на амоняк, 5,25 грама амониев хлорид и 700 грама оцетна киселина.

- Синьо-зелено оцветяване – повърхността на монетата се покрива с горещ разтвор от 25 грама натриев тиосулфат, 100 грама вода и 7,6 грама оловен ацетат, разтворен в 100 грама вода. Преди употреба двата разтвора се смесват.

- Зелено-кафяво оцветяване – монетата се потапя за няколко минути в кипящ разтвор от 100 грама вода, 125 грама меден сулфат, 60 грама бертолетова сол и 2 грама калиев перманганат.

- Стоманено-сиво оцветяване – сиво преминаващо във виолетово оцветяване на медната монета се постига, като се потопи в разтвор от 3% антимонов хлорид, за да не потъмнее разтворът се прибавят няколко капки солна киселина.

- Черно оцветяване – интензивно, черно оцветяване на медните монети се постига като се навлажнят с разтвор от 1000 грама вода, 20 грама натриев полисулфид и 10 грама амониев хлорид.